# Jing (Ji Gai, Zhou-König)
Jing, König von Zhou (chinesisch 周敬王, Pinyin Zhōu Jìng wáng; † 476 v. Chr.) oder Ching, König von Chou (Wade-Giles) war ein Herrscher der chinesischen Zhou-Dynastie: der vierzehnte der Östlichen Zhou-Dynastie. Sein persönlicher Name war Ji Gai (姬丐 Jī Gài).
In der Zeit seiner Herrschaft wurde der Philosoph und Konfuziusenkel Zisi (483-402 v. Chr.) geboren.
| Vorgänger | Amt                                | Nachfolger    |
| --------- | ---------------------------------- | ------------- |
| Dao       | König von Zhou 520 bis 476 v. Chr. | Yuan von Zhou |

| Personendaten    | Personendaten                                      |
| ---------------- | -------------------------------------------------- |
| NAME             | Jing                                               |
| ALTERNATIVNAMEN  | 周敬王 (chinesisch); Zhōu Jìng wáng (Pinyin)       |
| KURZBESCHREIBUNG | König der Zhou-Dynastie                            |
| GEBURTSDATUM     | 6. Jahrhundert v. Chr. oder 5. Jahrhundert v. Chr. |
| STERBEDATUM      | 476 v. Chr.                                        |